# Muro israelense na Cisjordânia

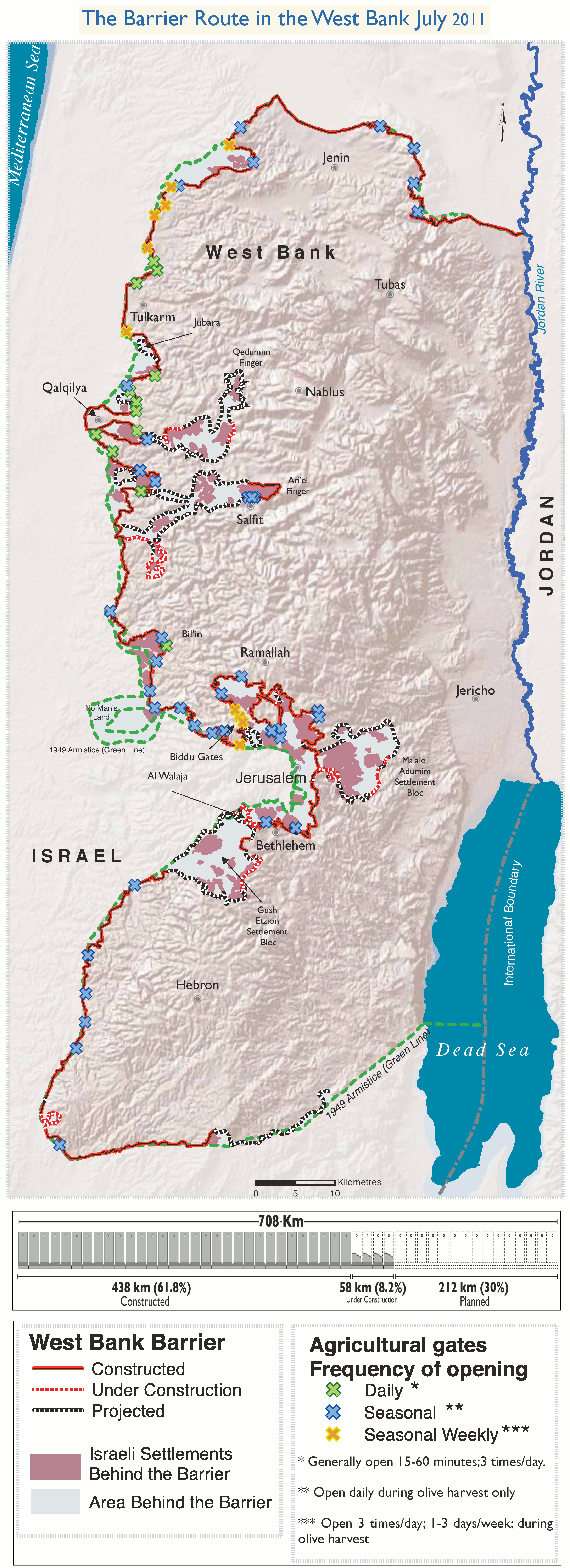
Mapa do Muro da Cisjordânia (2011)

O Muro da Cisjordânia é uma barreira física que está sendo construída pelo Estado de Israel, passando em torno e por dentro dos Territórios Palestinos Ocupados (Cisjordânia e Jerusalém Oriental). A barreira tem uma extensão aproximada de 760 km, ou seja, duas vezes o comprimento da Linha do Armistício de 1949 (Green Line) entre a Cisjordânia e Israel. O muro é ladeado por uma faixa de 60 metros de largura (área de exclusão) em 90% da sua extensão, e a muralha de concreto chega a 8 metros de altura em 10% da sua extensão. A maior parte da barreira foi construída na Cisjordânia, e uma parte menor segue a Linha do Armistício de 1949. 12% da área da Cisjordânia ficaram no lado israelense da barreira.
A barreira também é chamada de "Cerca de Separação" ou "Cerca de Segurança", pelo governo israelense, segundo o qual, o propósito da construção seria o de evitar a infiltração de terroristas em Israel. Enquanto os palestinos geralmente se referem à barreira como Muro de Segregação Racial, e por vezes como Muro do Apartheid. Para a Autoridade Nacional Palestina, o muro visa criar  fatos consumados na incorporação de partes dos Territórios Palestinos ao Estado Israel.
A existência e o traçado da construção, são contestados sob os aspectos políticos, humanitários e legais. O Tribunal Internacional de Justiça de Haia o declarou ilegal em 2004, pois a barreira corta terras palestinas e isola cerca de 450 000 pessoas. Israel não acatou o parecer da Corte Internacional, e a construção da barreira prossegue.
Segundo o Escritório das Nações Unidas para a Coordenação de Assuntos Humanitários (OCHA - sigla em inglês), a maioria das  barreiras físicas ou burocráticas impostas atualmente à mobilidade e acessibilidade dos palestinos visa proteger os 500 mil colonos judeus que ocupam assentamentos na Cisjordânia - em contravenção à lei internacional -, bem como garantir uma reserva de terras para a expansão futura desses assentamentos e melhorar as ligações viárias entre esses assentamentos e Israel. Duas outras barreiras do mesmo tipo, também  construídas pelo governo israelense, são igualmente controversas: a que separa Israel e a Faixa de Gaza e a que separa a Faixa de Gaza e o Egito, atualmente sob controle egípcio.

## História
A proposta de uma barreira física que separasse os territórios disputados entre palestinos e israelenses surgiu em 2001, e foi apresentada na Knesset (o parlamento de Israel) pelo então primeiro-ministro Ehud Barak (à época filiado ao Partido Trabalhista), mas a construção só se iniciou durante o governo de Ariel Sharon, sucessor de Barak.

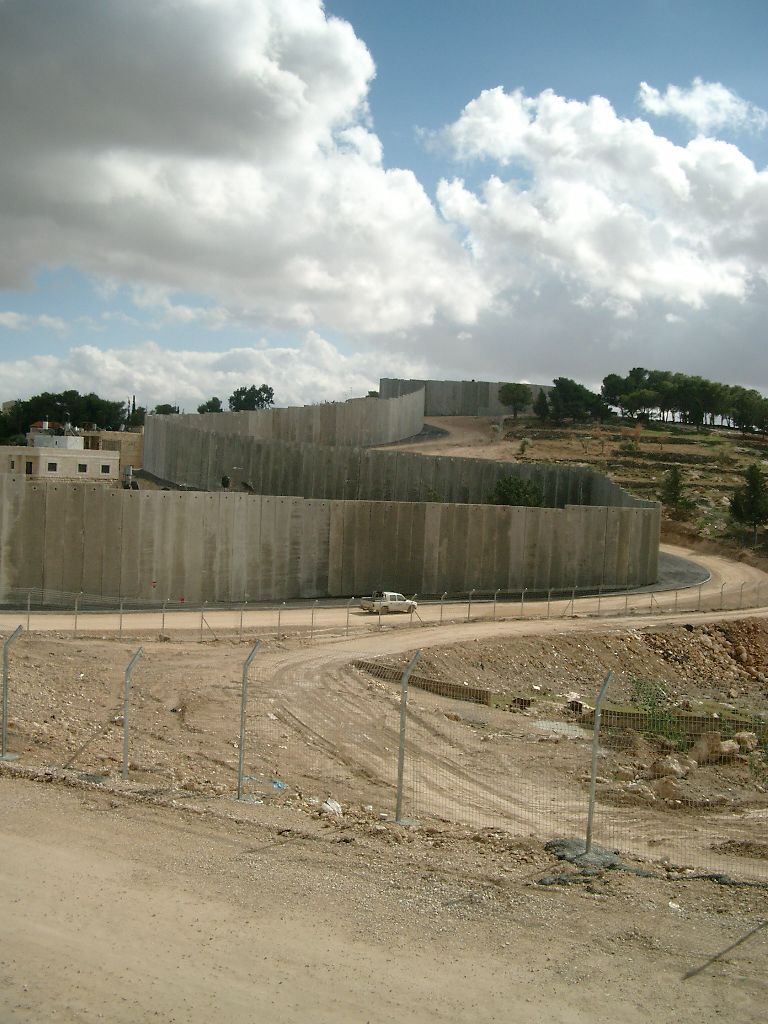
O Muro da Cisjordânia

A barreira é um misto de cercas físicas, barreiras eletrônicas vigiadas por câmeras, fossos antitanques, pontos de observação e patrulha e vedações com trincheiras rodeadas por uma área de exclusão média de 60 metros (ao longo de 90% da extensão do muro) e por paredes de concreto de até 8 metros de altura. Em certos lugares, como na região da cidade palestina de Calquília, o muro chega à altura de oito metros. Em alguns pontos, a construção tem 45 metros de largura; em outros, pode chegar a 75 ou 100 metros. No entanto, apenas 5% do total da barreira projetada consiste em muros. Ainda segundo o Governo de Israel, os muros foram instalados apenas em locais onde possíveis atiradores pudessem mirar civis em áreas sob controle israelense.
Com extensão prevista de 763 km, a cerca engloba também partes da Cisjordânia e o setor oriental de Jerusalém, anexado por Israel desde a Guerra dos Seis Dias (1967), e onde os palestinos pretendem construir um dia a capital do seu Estado.
Apenas uma pequena parte da muralha (cerca de 20%) coincide com a Linha Verde, entre a Cisjordânia e Israel; os 80% restantes situam-se dentro da Cisjordânia, onde adentra até 22 km, em alguns lugares, para incluir colônias israelenses densamente povoadas, situadas em Jerusalém Oriental e na Cisjordânia, tais como Ariel, Gush Etzion, Emmanuel, Karnei Shomron, Guiv'at Ze'ev, Oranit e Ma'ale Adummim.
Desta forma, o Muro corta ou isola aldeias palestinas, separa agricultores de suas plantações e torna extremamente difícil a sobrevivência das comunidades de base agrícola. Como resultado, a atividade econômica caiu drasticamente, e muitos palestinos simplesmente deixaram seus lares.

### Visita de Bento XVI à Cisjordânia

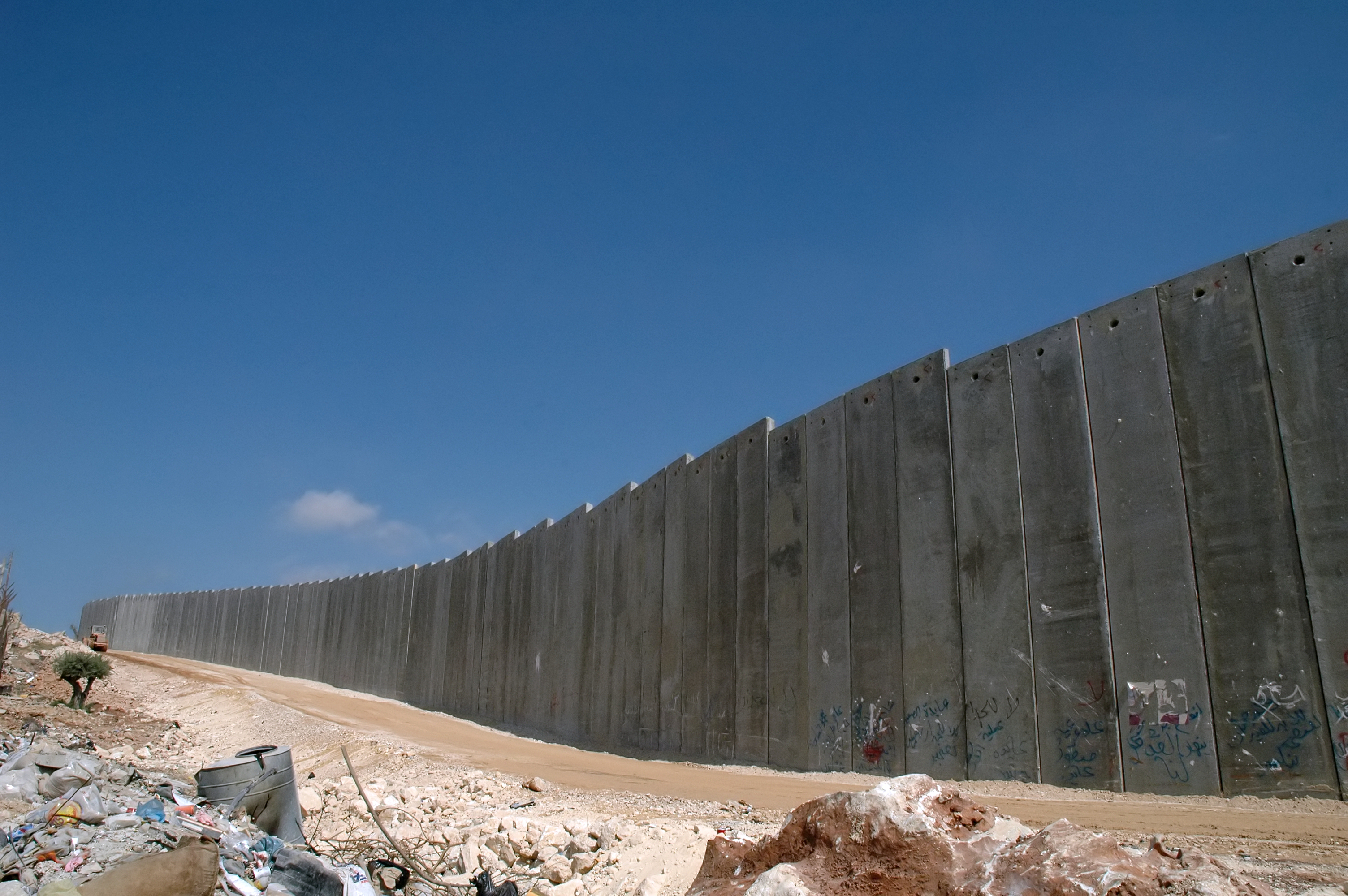
Muro da Cisjordânia em 2004

Durante sua viagem à Terra Santa, o Papa Bento XVI visitou a Cisjordânia, em 13 de maio de 2009. Em discurso pronunciado em uma escola, Bento XVI disse que o muro, que separa Belém de Jerusalém, pode ser derrubado, desde que Israel e os palestinos derrubem os muros em torno dos seus corações.
"Embora muros possam ser construídos facilmente, todos sabemos que eles não duram para sempre. Eles podem ser derrubados. Primeiro, porém, é necessário remover os muros que construímos em torno dos nossos corações. Meu desejo mais sincero a vocês, o povo palestino, é que isso aconteça em breve", disse o pontífice. Na escola, o muro criava um cenário dramático, com pichações de frases como "Os oprimidos viraram opressores" e "Pontes, não muros!". O papa disse ainda que o muro faz uma sombra sobre grande parte de Belém, separa vizinhos e divide famílias, e que a obra é "um lembrete cruel do impasse a que parecem ter chegado as relações entre israelenses e palestinos". E, dirigindo-se aos palestinos:
| “ | É compreensível que vocês se sintam frustrados. Suas aspirações legítimas por lares permanentes, por um Estado palestino independente, permanecem irrealizadas. Dos dois lados do muro, é preciso grande coragem para que o medo e a desconfiança possam ser superados e para que seja possível resistir ao desejo de retaliar por perdas e feridas. | ” |

Os palestinos, apoiados pelo Tribunal Internacional de Justiça de Haia, afirmam que o muro é ilegal, pois rouba parte de seu território e divide suas terras.
Para ir de Jerusalém a Belém, um trajeto de poucos quilômetros, o comboio do papa precisou atravessar portões de aço no meio da sequência de muros de concreto, bloqueios (checkpoints) e torres de vigilância. Em Israel, o papa, que é alemão, foi acusado de insensibilidade com relação ao Holocausto dos judeus, durante a Segunda Guerra Mundial. Depois de um discurso emocionado no memorial do Holocausto em Yad Vashem, quando disse que o grito dos que foram mortos pelo regime sob o qual ele cresceu "ainda ecoam em nossos corações", dois altos funcionários de Yad Vashem  criticaram o Pontífice por não usar as palavras "nazistas" ou "assassinato" em seu discurso.

## Impactos na população palestina

### Agricultura

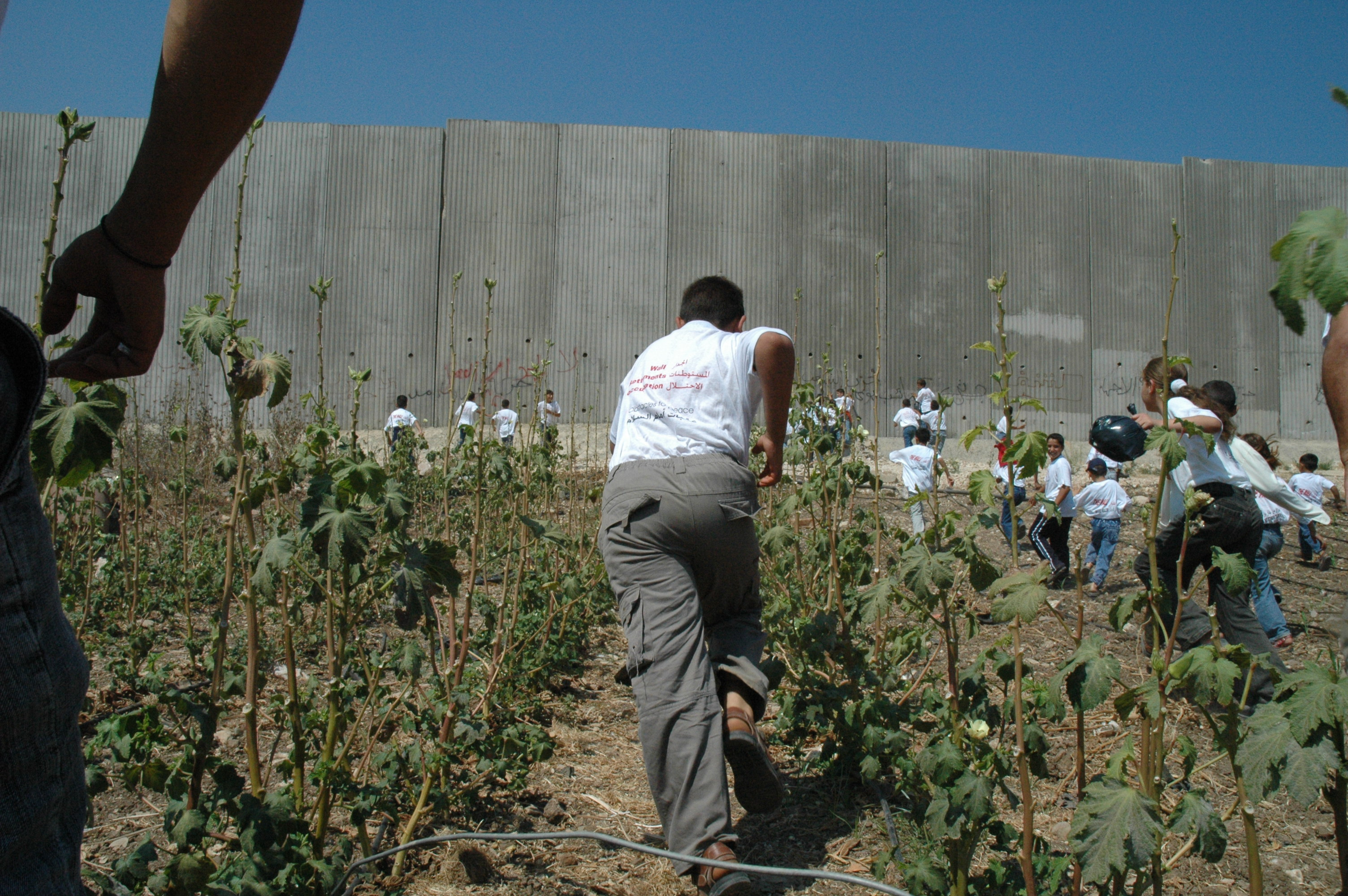
Crianças palestinas em uma plantação ao lado da barreira

Quase a metade do território palestino cultivado é ocupado por oliveiras, de cujos frutos vivem cerca de cem mil famílias. De fato, a oliveira, mais do que uma fonte de renda, é um símbolo da ligação com a terra e parte fundamental da cultura do povo palestino. No entanto, o período da colheita da azeitona há muito deixou de ser um tempo de alegria. Além do Muro, que impede os agricultores de terem acesso às suas terras, existe a destruição sistemática dos olivais pelo governo israelense, para a construção de assentamentos judeus, e os ataques perpetrados pelos colonos judeus. Entre janeiro e setembro de 2011, segundo dados das Nações Unidas, colonos judeus arrancaram, cortaram e queimaram 7 500 oliveiras. Em 91% dos casos denunciados, ninguém foi acusado. A associação israelense de defesa dos direitos humanos Yesh Din registrou 35 atos de vandalismo contra oliveiras, videiras e árvores frutíferas, entre setembro de 2011 e julho de 2012. Segundo o Yesh Din, "o fracasso da polícia em fazer aplicar a lei e proteger as propriedades dos palestinos estimula o avanço do fenômeno, pois os criminosos que seguem impunes não hesitam em recomeçar". Segundo o Ministério da Economia palestino, desde que começou a ocupação israelense, em 1967, Israel destruiu mais de 800 mil oliveiras, o que implica uma perda anual de US$ 55 milhões. O Exército israelense impede milhares de palestinos de entrar em suas plantações para regar, cuidar e podar suas árvores, alegando 'motivos de segurança'. Na Faixa de Gaza, os agricultores palestinos não podem retirar o produto do território nem cultivar em terras situadas a menos de 1,5km da fronteira com Israel. Depois que produzem o azeite, os agricultores ainda precisam passar por vários dos mais de 500 bloqueios (checkpoints) israelenses existentes na Cisjordânia, para fazê-lo chegar às lojas. A espera na fila pode durar muitas horas.[carece de fontes?]
Todos os anos, a ONG Rabinos pelos Direitos Humanos organiza brigadas de voluntários israelenses e estrangeiros para ajudar os palestinos na colheita. "Viemos, além da ajuda, por outros dois motivos: como símbolo de nossa identificação com os agricultores e para que saibam que os apoiamos, que nem todos os israelenses são iguais", declarou o rabino ortodoxo Kobi Weiss. "No próximo ano, talvez não haja aqui nenhuma árvore", disse, apontando as oliveiras situadas entre o muro e o assentamento judeu, construído em território palestino ocupado por Israel.

### Ocupação e anexação de terras

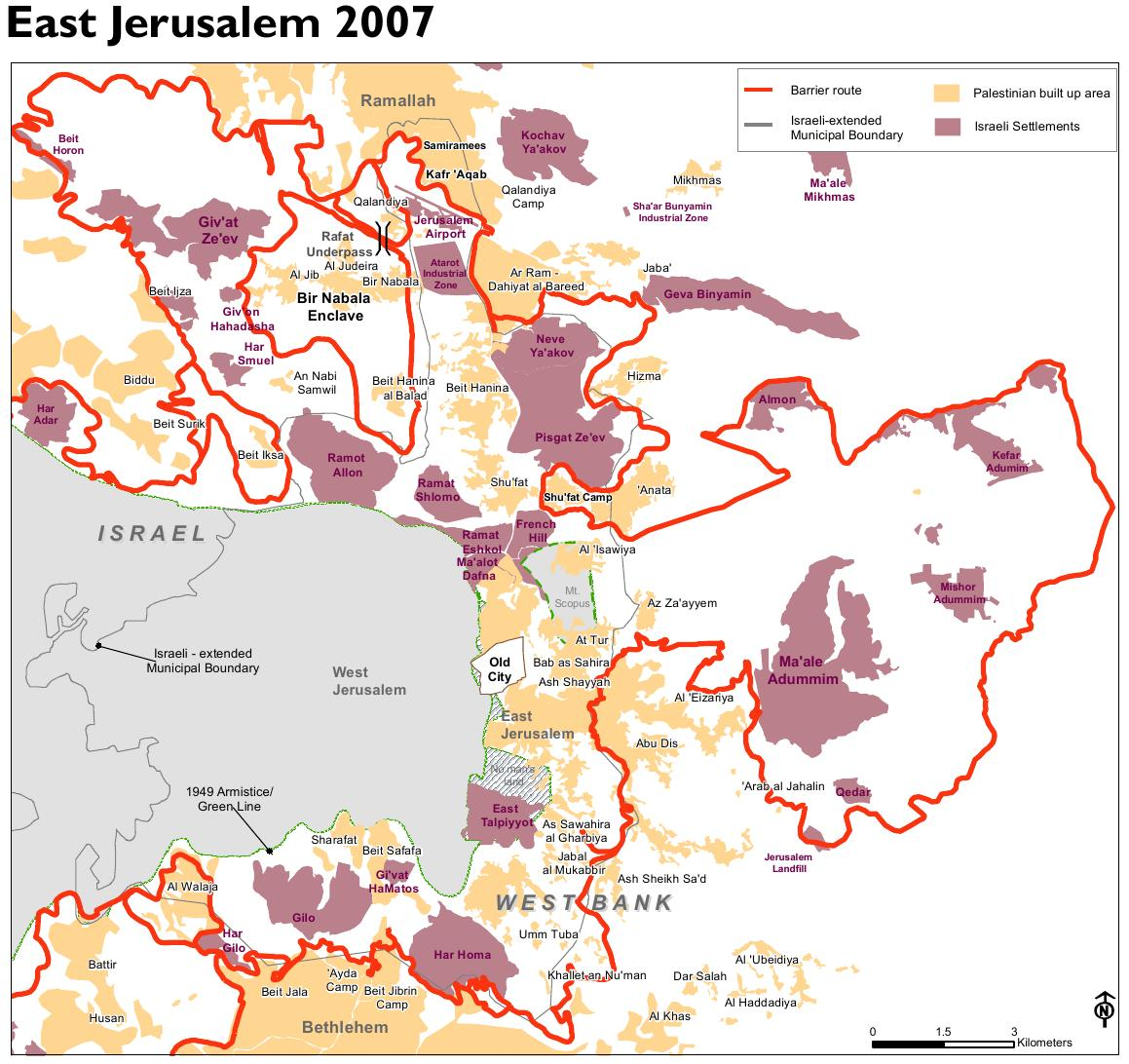
Traçado do muro em Jerusalém (2007)

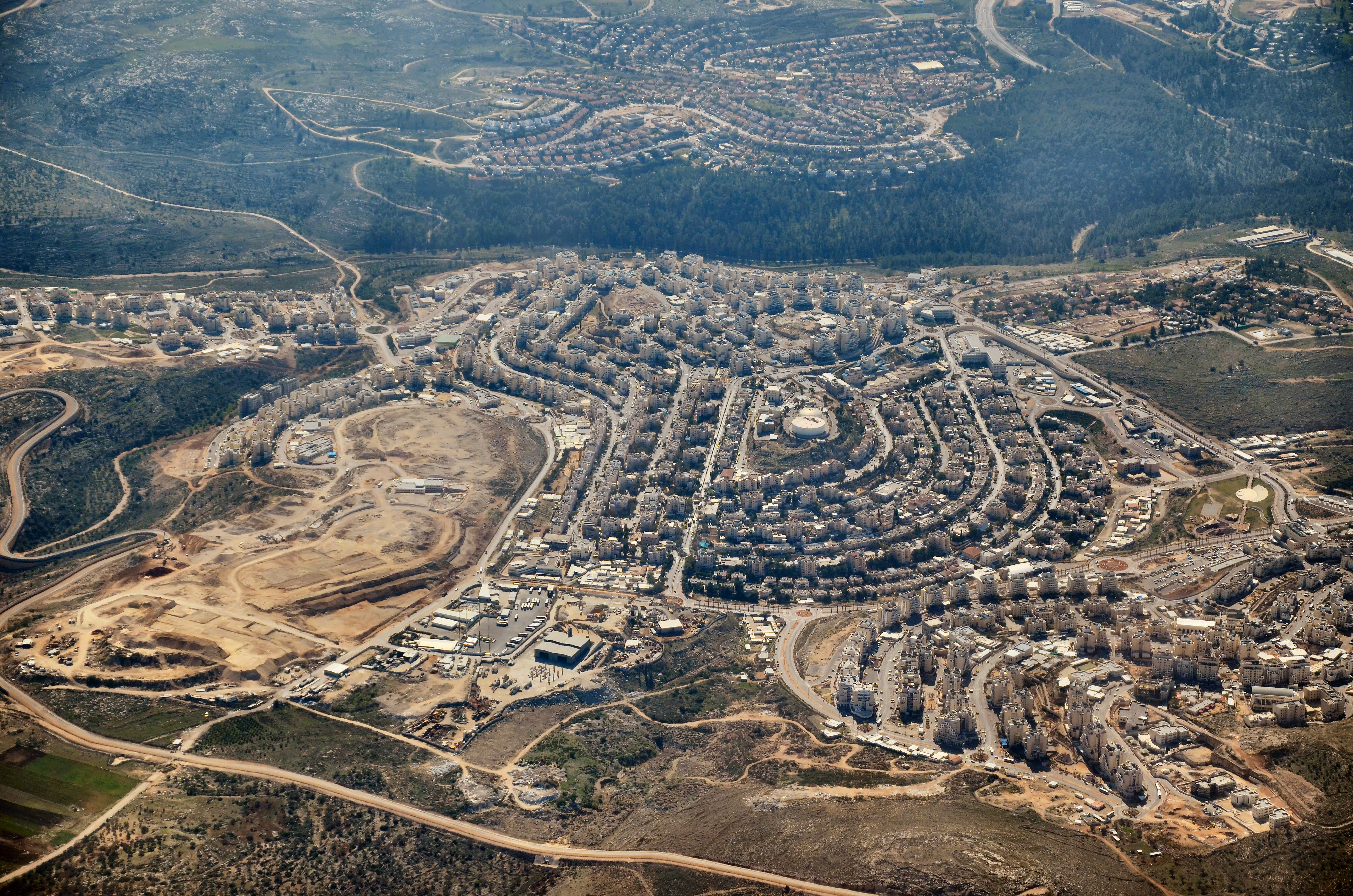
Vista aérea de Modi'in Illit. Com cerca de 60 mil habitantes, a cidade é a maior colônia israelense no território ocupado da Cisjordânia

Segundo o Escritório das Nações Unidas para a Coordenação de Assuntos Humanitários (OCHA - sigla em inglês), a maioria das  barreiras físicas ou burocráticas impostas atualmente à mobilidade e acessibilidade dos palestinos visa proteger os 500 mil colonos judeus que ocupam assentamentos na Cisjordânia - em contravenção à lei internacional -, bem como garantir uma reserva de terras para a expansão futura desses assentamentos e melhorar as ligações viárias entre esses assentamentos e Israel.
A construção da barreira, a leste da Linha Verde, anexa de facto a Israel vários assentamentos israelenses construídos em território palestino. Ao mesmo tempo, algumas aldeias e cidades palestinas ficam imprensadas entre a barreira, a leste, e a Linha Verde, a oeste. Os órgãos de segurança de Israel declararam "zona de costura" (ou zona de proteção) cerca de 75% do território situado entre o Muro e a Linha Verde - território que abriga cerca de 7.500 palestinos. Nessa "zona de costura", a entrada e a saída de palestinos estão submetidas a um rígido e complicado regime de autorização e controle. Com as restrições à liberdade de circulação, reduz-se, consequentemente, também o acesso ao trabalho, à educação, à saúde e a todos os serviços e oportunidades existentes apenas nas cidades e vilas vizinhas. Já os colonos israelenses, que vivem na mesma área, desfrutam de total liberdade de movimento entre suas casas e as cidades israelenses, situadas a oeste da Linha Verde.
Prevê-se que a construção vá custar 1 bilhão de dólares. Até agora, estima-se que a obra defensiva já tenha custado cerca de US$ 2 milhões ao Estado de Israel. Sua maior extensão está na Cisjordânia, acompanhando, em parte, as fronteiras definidas no Armistício árabo-israelense de 1949 - a Linha verde, que marcava os limites entre Israel e os países vizinhos, inclusive os Territórios Palestinos. Agora, o muro marca os limites da Cisjordânia. Quando estiver terminado, aproximadamente 12% do território da Cisjordânia, inclusive Jerusalém Oriental, estará isolado pela barreira e conectado a Israel.
A barreira começou a ser construída em 2002, durante o governo do primeiro-ministro israelense, Ariel Sharon, para evitar a infiltração de terroristas suicidas palestinos em Israel. A iniciativa suscitou críticas da comunidade internacional, que considera o muro como um símbolo de segregação. Segundo dados de abril de 2006, a extensão total da barreira, definida pelo governo israelense é de 721 km, dos quais 58,04% estão construídos, 8,96% em construção e 33% por construir. Em setembro de 2011, 62%  do Muro já estavam  completados, sendo que 80% da extensão barreira passam por dentro da Cisjordânia, o que limita drasticamente o acesso às áreas situadas atrás da barreira. O The Jerusalem Post relatou, em Julho de 2007, que a barreira poderia ter a sua conclusão adiada para 2010, sete anos depois da data prevista. A existência e o traçado da construção, são contestados sob os aspectos políticos, humanitários e legais. O Tribunal Internacional de Justiça de Haia o declarou ilegal em 2004, pois a barreira corta terras palestinas e isola cerca de 450 mil pessoas. Israel não acatou o parecer da Corte Internacional, e a construção da barreira prossegue.

## Legalidade

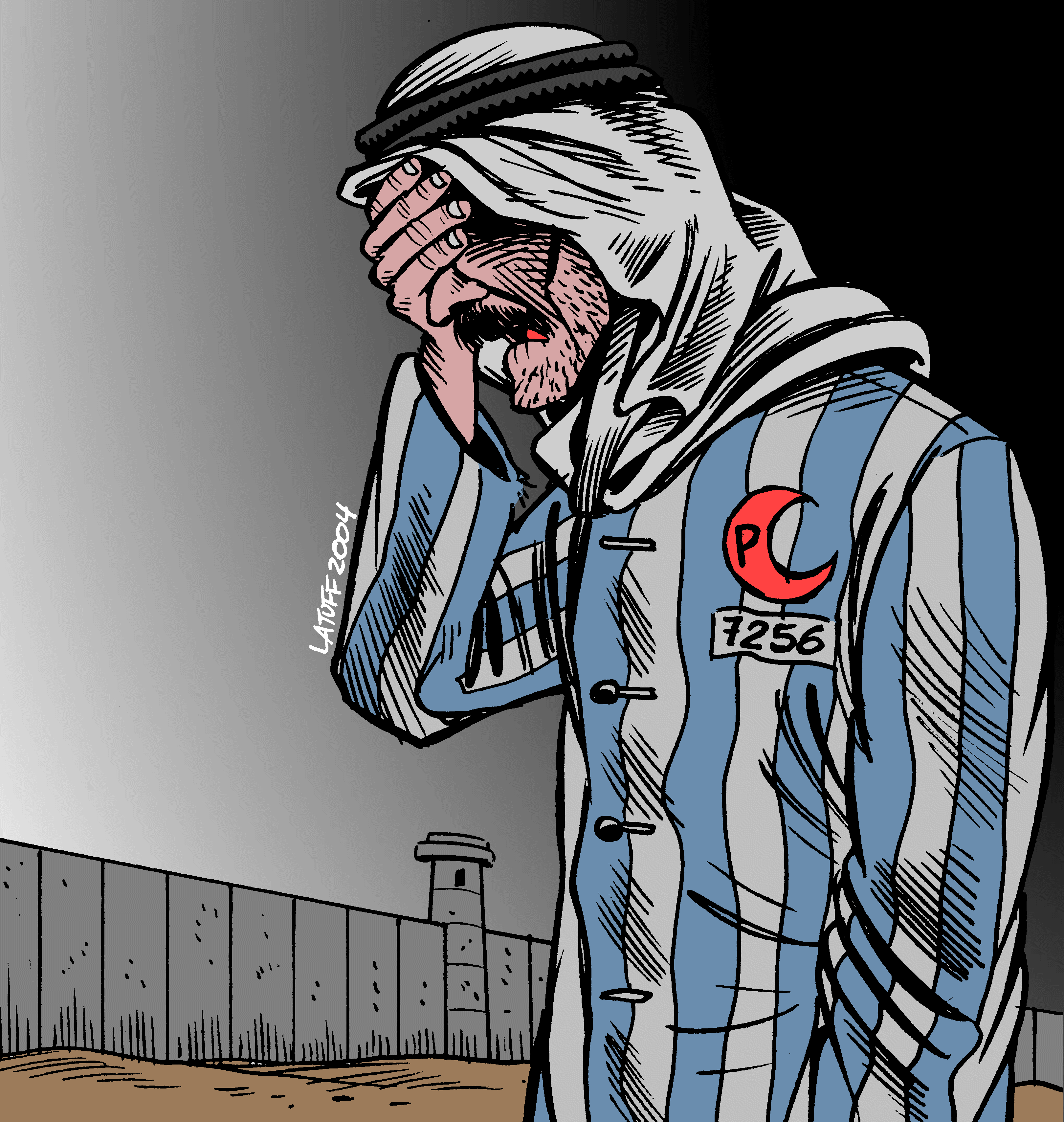
Desenho de Carlos Latuff, vencedor do segundo lugar no Concurso Internacional de Caricaturas sobre o Holocausto, em 2006.

### Organização das Nações Unidas
Em 2004, as Nações Unidas aprovaram uma série de resoluções. O parecer consultivo resultou de uma resolução palestina iniciada e aprovada em uma sessão especial de emergência da Assembleia Geral das Nações Unidas. A opinião foi consultiva, ao invés de obrigatória, porque Israel se recusou a aceitar a jurisdição da instituição sobre a questão.
A Resolução do Conselho de Segurança 1544 (2004), reiterou a obrigação de Israel, a potência ocupante, a cumprir escrupulosamente as suas obrigações legais e responsabilidades no âmbito da Quarta Convenção de Genebra e apelou a Israel para enfrentar suas necessidades de segurança dentro dos limites do direito internacional. A Organização das Nações Unidas, no entanto, continua a ser marginalizada no conflito.
A Missão "Fact Finding" e vários relatores das Nações Unidas disseram que a política de circulação e de acesso tem violado o direito a não ser discriminado com base na raça ou na origem nacional.

### Tribunal Internacional de Justiça
Da resolução 242 (1967) do Conselho de Segurança à sua resolução 1515 (2003), as condições essenciais permaneceram as mesmas, nomeadamente que Israel tem o direito de existir, de ser reconhecido e de viver em segurança, e que a Palestina as pessoas têm direito ao seu próprio território e estado e direito à autodeterminação. A resolução 1515 (2003) do Conselho de Segurança afirma que estas obrigações de longa data devem ser garantidas, tanto em geral como em detalhe, através de negociação. A tragédia, claramente, é que nenhum dos lados tomará medidas nesse sentido até que o outro o faça— juiz Rosalyn Higgins

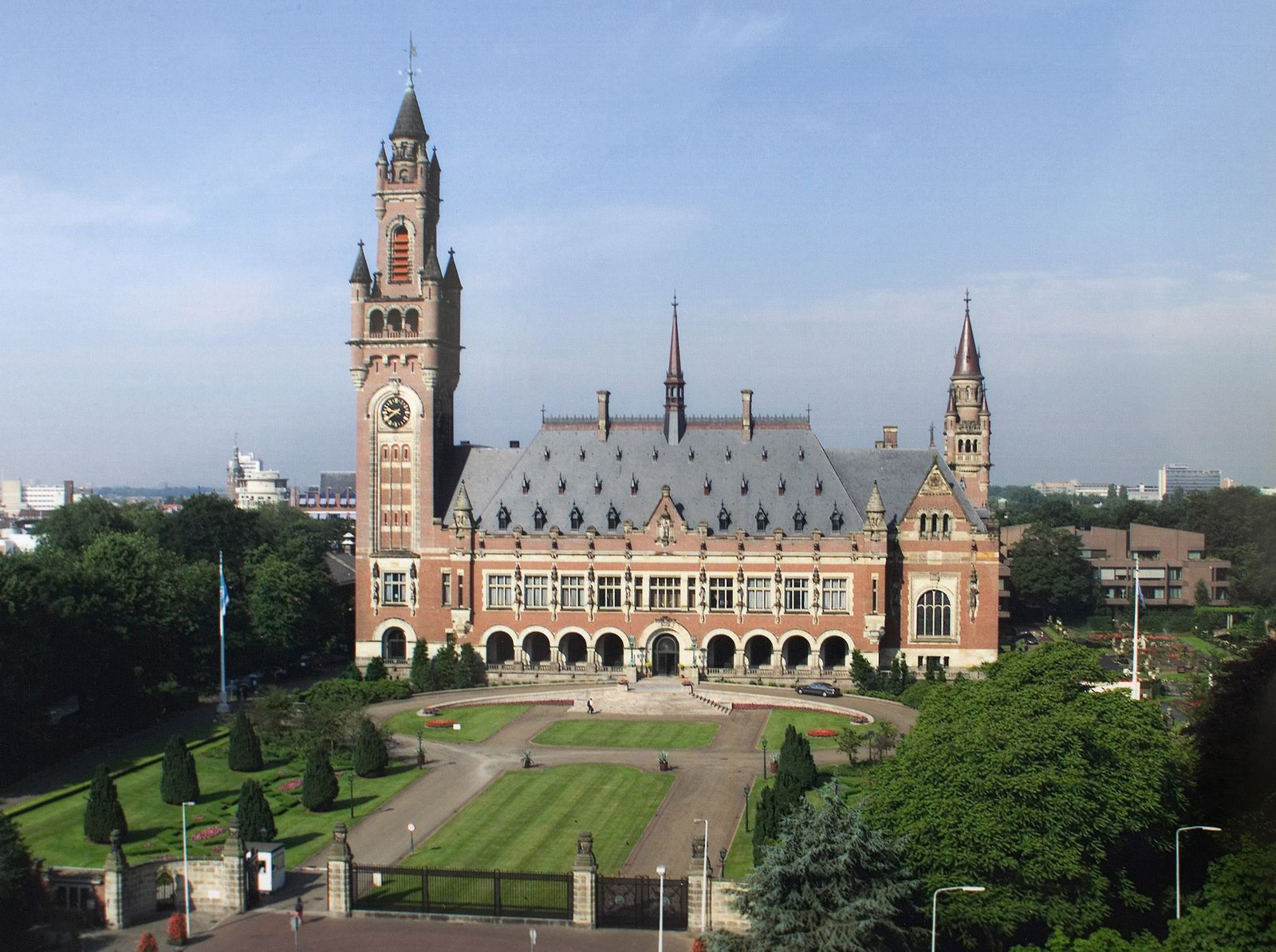
Palácio da Paz, em Haia, sede da Tribunal Internacional de Justiça.

O Tribunal Internacional de Justiça emitiu um parecer pedindo que a barreira fosse removida, que os residentes árabes fossem compensados por qualquer dano causado e para que outros países tomem medidas para fazer com que Israel fique em conformidade com a Quarta Convenção de Genebra. O tribunal considerou a barreira e o regime associado que havia sido imposto aos habitantes palestinos são ilegais e disse que uma potência ocupante não pode afirmar que os habitantes legítimos do território ocupado possam constituir uma ameaça "estrangeira" para os fins do artigo 51 da Carta das Nações Unidas. O Tribunal citou interferência do governo de Israel contra o direito nacional do povo palestino à autodeterminação; no confisco de terras, demolições de casas, criação de enclaves e restrições à circulação e ao acesso à água, alimentação, educação, saúde, trabalho e um padrão de vida adequado, em violação das obrigações de Israel sob a lei internacional. O tribunal afirmou também que os assentamentos israelenses foram estabelecidos e que os palestinos tinham sido deslocados em violação do artigo 49, parágrafo 6, da Quarta Convenção de Genebra. A pedido do Tribunal Internacional, a Palestina apresentou uma declaração copiosa.
A Liga Anti-Difamação criticou fortemente a decisão do tribunal, afirmando que o resultado foi manipulado contra Israel com antecedência através da formulação tendenciosa da resolução. A organização afirme que Israel foi excluído sistematicamente de dizer qualquer coisa na composição do tribunal e afirmou que um ambiente anti-Israel prevalece na Assembleia Geral, que "demoniza regularmente Israel". Ainda de acordo com a Liga, a natureza politizada do processo ameaça minar a integridade do tribunal e contraria os esforços construtivos para promover a paz na região.
Israel apresentou uma declaração escrita de 246 páginas que contém os pontos de vista do governo israelense, sobre a jurisdição e decoro ao tribunal, mas optou por não fazer quaisquer declarações orais.
Em duas ocasiões, o governo de Israel foi instruído pela Suprema Corte de Israel a alterar o traçado da barreira para garantir que os impactos negativos sobre os palestinos pudessem ser minimizados e proporcionais.

## Críticas e controvérsias

Estêncil na muralha, em Belém, feito por Banksy.

Os defensores da sua construção afirmam que a barreira é necessária para proteger Israel das ações terroristas dos palestinos, incluindo os atentados suicidas, enquanto o Tribunal Internacional de Justiça da ONU declarou que o muro é uma tentativa ilegal de anexar território palestino, violando o direito internacional a pretexto de razões de segurança.
Segundo os ativistas de direitos humanos, incluindo organizações israelenses como a Machsom Watch (ou Checkpoint Watch), a construção viola as fronteiras demarcadas pela ONU, com a apropriação indevida de territórios por Israel, e os controles militares minam o desenvolvimento econômico do povo palestino, além de limitar a chegada de ajuda humanitária.
Salah Tamir, prefeito da cidade de Belém, por onde passa a barreira, afirma que o muro está convertendo Belém em uma "grande prisão", ao impedir a livre circulação dos seus habitantes. "Através deste muro estão se expandindo os assentamentos israelenses. Israel implantou novas torres de controle bem no meio de uma aldeia palestina", afirmou.
Um grupo de cidadãos de Israel e da Palestina criou a organização Artistas sem barreiras para erradicar as fronteiras de separação entre ambos os povos e protestar, através da arte, contra a construção do muro. O muro que separa Israel da Cisjordânia transformou-se, assim, em um vasto painel com dezenas de grafites feitos por ativistas e visitantes.

### Posição israelense
De acordo com uma pesquisa realizada pelo Tami Steinmetz Center for Peace Research, uma instituição de pesquisa acadêmica da Universidade de Telavive, havia um apoio de ampla maioria para a barreira entre a população judaica de Israel: 84% em março de 2004 e 78% em junho de 2004.

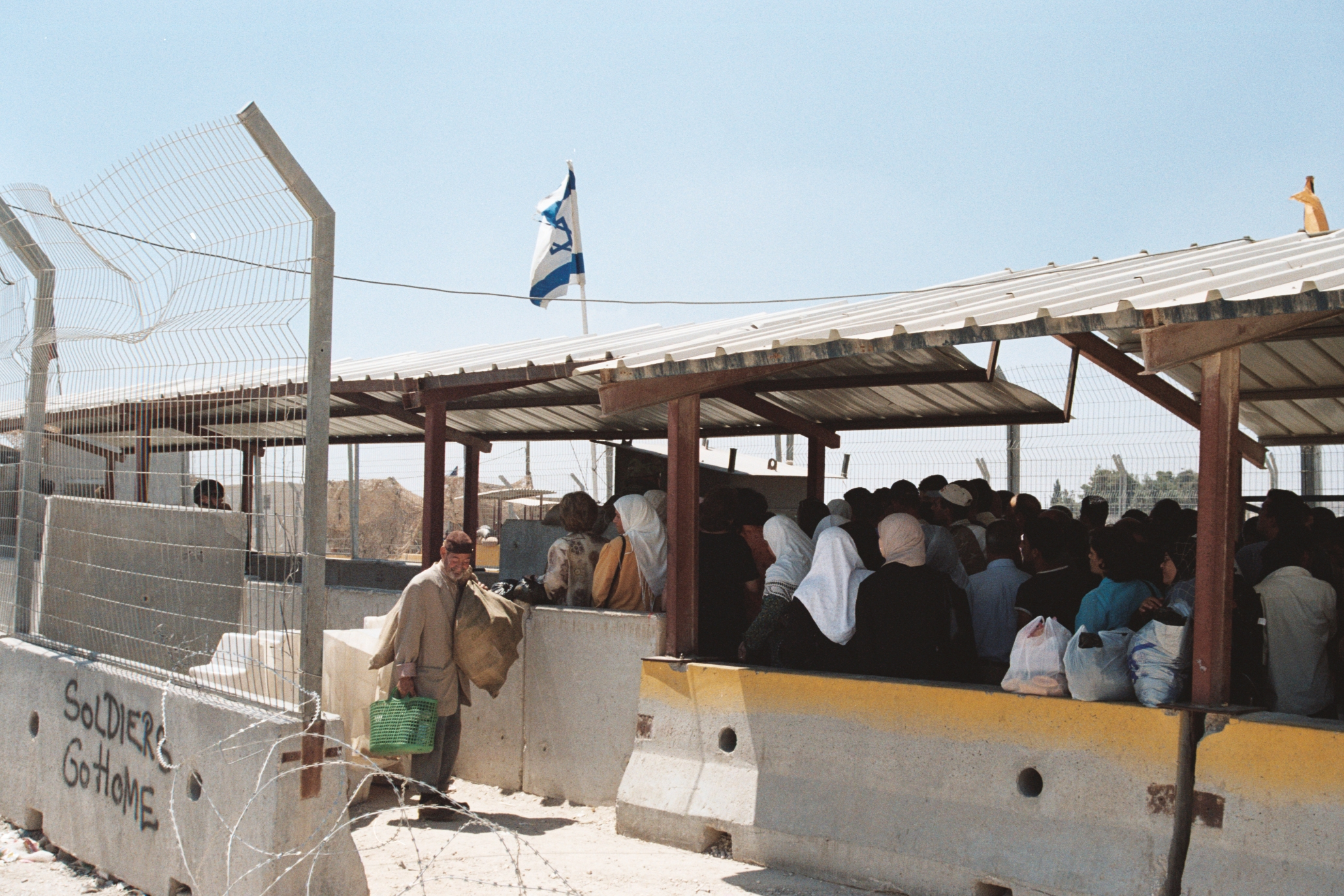
Bloqueio (checkpoint) de Qalandiya, em Ramala. Palestinos, em fila, aguardam permissão para passar de Ramala a Jerusalém

No entanto, existem alguns israelenses que se opõem a barreira. O movimento israelense "Paz Agora" afirma que apoia apenas apoiavam uma barreira que seguisse as linhas do armistício de 1949. O grupo também afirmou que a "rota atual do muro se destina a destruir todas as possibilidades de um futuro acordo de paz com os palestinos e anexar o máximo de terra possível da Cisjordânia" e que a barreira "só iria aumentar o sangue a ser derramado em ambos os lados e continuar o sacrifício de vidas israelenses e palestinas para os assentamentos."
Alguns ativistas israelenses de esquerda, como os "Anarchists Against the Wall" e "Gush Shalom", são ativos em protestos contra a barreira, especialmente em cidades da Cisjordânia como Bil'in e Jayyous.
Shaul Arieli, um membro sênior do Conselho de Paz e Segurança e um dos arquitetos da Iniciativa de Genebra escreveu no Haaretz em março 2009 sobre a importância "para completar o muro ao longo de uma rota com base em considerações de segurança." Arieli acredita que a barreira se justifica devido a preocupações legítimas de terrorismo e violência palestina, mas criticou a suposta negligência do governo depois de completar o muro, por razões orçamentais e políticas. Ele pediu que o público a "exija que o novo governo complete o muro rapidamente e ao longo de uma rota lógica".
O governo israelense alega que declarações como as de líderes islâmicos radicais justificam a construção da barreira. Em 2006, Ramadan Abdallah Shalah, o líder da Jihad Islâmica Palestina, que "há uma barreira de separação que é um obstáculo à resistência. Se ela não estivesse lá, a situação seria inteiramente diferente". Em 2008 Shalah afirmou: "Por exemplo, eles construíram uma barreira de separação na Cisjordânia. Não negamos que isso limita a nossa capacidade de resistência, a nossa capacidade de penetrar profundamente para levar a cabo ataques suicidas, mas a resistência não se rendeu nem se tornou impotente, e está na busca de outras maneiras de cumprir os requisitos de cada estágio da luta".
Daniel Ayalon, o embaixador israelense nos Estados Unidos, sugere que a redução da capacidade de realizar ataques iria "salvar o processo político", porque a barreira seria neutralizar a capacidade de grupos militantes "para realizar esse processo de reféns" através da realização de tais atos. Natan Sharansky, o Ministro da Habitação e Construção na época, via a cerca de segurança como uma opção para Israel se defender, visto que a Autoridade Palestina não tinha se tornar um parceiro na luta contra o terrorismo, como era obrigada a fazer sob todos os acordos que foram assinados.
O governo israelense afirma que o número de ataques com atentados suicidas em Israel foi quase reduzido a zero. Uma porta-voz das Forças de Defesa de Israel disse que um dos fatores mais importantes desse êxito é a controversa barreira de separação construída pelo governo, uma rede de 400 quilômetros que continua a crescer, feita de paredes de concreto, cercas de alta tecnologia e outros obstáculos, que se ergue em partes da Cisjordânia. “A barreira de segurança foi feita para parar o terror e é isso que está fazendo“, disse a capitã Noa Meir, uma porta-voz das Forças Armadas de Defesa de Israel. [...] “Os críticos reconhecem, a contragosto, que o muro é eficaz em evitar os ataques, mesmo quando se queixam que a sua trajetória deveria ter seguido a fronteira entre Israel e os territórios palestinos conhecida como 'linha verde'."